# Carcatiocerta
Carcatiocerta fou la capital de la regió armènia de la Sofene en l'edat antiga. Sota els romans d'Orient es va dir Cedrenos i els siriacs l'anomenaven Kortbest, del que deriva el seu nom àrab de Kharput.